# Anna Walentynowicz
 (janvier 2018).
Si vous disposez d'ouvrages ou d'articles de référence ou si vous connaissez des sites web de qualité traitant du thème abordé ici, merci de compléter l'article en donnant les références utiles à sa vérifiabilité et en les liant à la section « Notes et références ».

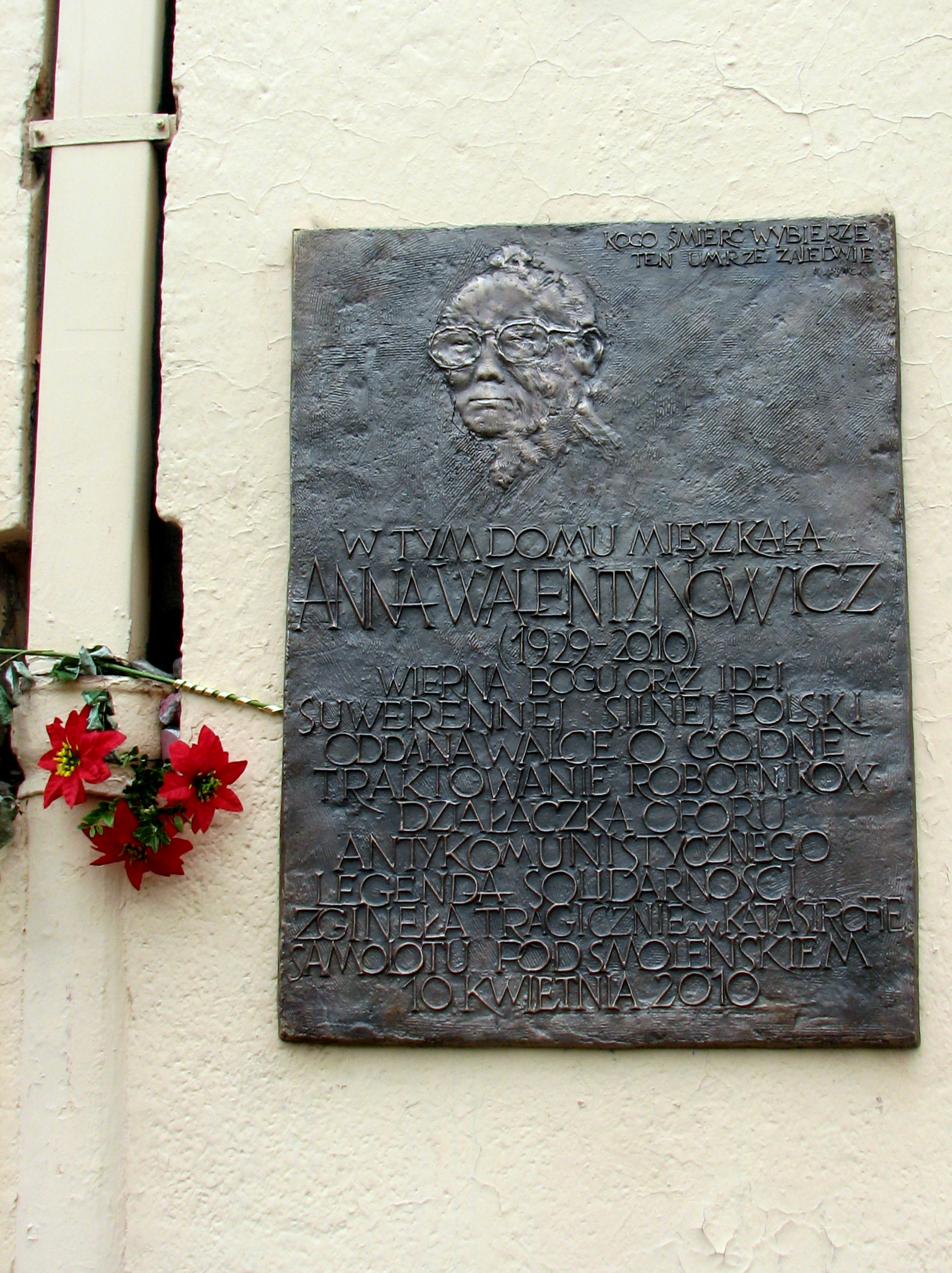
Plaque dédiée à Anna Walentynowicz sur l’immeuble où elle vécut jusqu'à sa mort.

Anna Walentynowicz, née le 15 août 1929 à Równe (aujourd'hui en Ukraine) et décédée le 10 avril 2010 à Smolensk (Russie) dans l'accident de l'avion présidentiel polonais, pluridécorée « stakhanoviste » par le Parti socialiste polonais, est une syndicaliste polonaise. Son licenciement est à l'origine de la vague de grèves qui a frappé la Pologne au cours de l'année 1980. Membre fondatrice du mouvement Solidarność, elle est faite chevalier de l’ordre de l'Aigle blanc (Order Orła Białego) en 2006, ce qui constitue la plus haute distinction polonaise.

## Biographie

### Jeunesse
Anna Walentynowicz naît en 1929 ; elle est polonaise. À treize ans, elle devient orpheline. Elle apprend par la suite à être soudeuse.

### Ouvrière, syndicaliste et engagements politiques
Ouvrière des chantiers navals de Gdańsk depuis 1950, elle travaille comme opératrice des grues. Elle milite bientôt au sein du syndicat officiel ; cela entraîne son licenciement en 1968, mais une pétition des ouvriers lui permet d'être réintégrée ; elle est cependant mutée. Elle commence des activités de syndicaliste libre en faveur des ouvriers dans les années 1970[réf. souhaitée]. Des syndicats libres clandestins s'étant formés à Gdansk à la fin des années 1970, elle s'y implique. Pour son appartenance à ces syndicats libres, elle est licenciée par mesure disciplinaire le 7 août 1980, ce qui la prive définitivement de tout droit à pension alors même qu’il ne lui restait que 5 mois de travail avant la retraite. La décision de la direction suscite un fort émoi parmi les ouvriers et entraîne une grève massive à l’origine du syndicat NSZZ Solidarność, dont elle est la cofondatrice avec Lech Wałęsa.
Figure de proue de ce syndicat, elle y joue un rôle crucial, et en subit les conséquences : condamnée à vingt ans de prison pour ses activités, elle est incarcérée pendant de nombreux mois. Elle quitte (ou est mise à l'écart par) le syndicat Solidarność en avril 1981, en critiquant la direction de cette époque, rassemblée autour de Wałęsa. Les raisons de cette distance tiennent aux positions jugées radicales de l'intéressée, notamment par l'épiscopat polonais, qui ne souhaitait pas durcir le conflit avec le pouvoir communiste. La fin de l'année 1981 voit la mise en place dans le pays de l'état d'urgence, et la fin de Solidarność.
En 1989, elle ne soutient pas l'ouverture de négociations avec le pouvoir communiste. Elle se range du côté des accusations d’appartenance de Lech Wałęsa à la police secrète SB, accusation qu’elle maintient malgré le jugement d’un tribunal ayant déclaré Wałęsa non coupable (l'ouverture des archives de l’Institut de la mémoire nationale (IPN) a permis de confirmer qu'il était très probablement enregistré sous le pseudo d'agent « Bolek », et ce malgré la disparition d'une partie des feuillets concernant cet agent à l'époque de la présidence de Wałęsa). Avec la démocratie et l’arrivée au pouvoir de Solidarność, elle ne soutient plus les orientations politiques de ce mouvement.
En 2000, elle refuse le titre de citoyenne honoraire de la ville de Gdańsk. À 74 ans, en situation matérielle difficile dans son petit studio d'un immeuble de Gdańsk où elle vit seule, elle demande une indemnité de 120 000 złotys (30 000 €) pour dommages physiques et moraux subis dans les années 1980. Elle est déboutée de sa demande par le tribunal de Gdańsk.

### Mort
Le 10 avril 2010, le Tupolev 154 transportant le président polonais Lech Kaczyński et de nombreuses personnalités polonaises, dont Anna Walentynowicz, s'écrase lors de son atterrissage à Smolensk, faisant 96 morts. La délégation polonaise venait se recueillir à Katyne, pour célébrer le soixante-dixième anniversaire du massacre de Katyń.

### Vie privée
Anna Walentynowicz devient veuve en 1971 : à cette période, elle songe à cesser ses activités militantes publiques.

## Œuvres
- 1993 : L'Ombre de l'avenir (Cień przyszłości)

## Hommages
Le 13 janvier 2005, à Washington, elle reçoit du président américain George W. Bush la Truman-Reagan Medal of Freedom pour sa contribution à la libération de son pays du joug communiste. En 2006, Volker Schlöndorff lui rend hommage dans son film L'Héroïne de Gdansk.

## Filmographie
- Volker Schlöndorff, L'Héroïne de Gdansk
- Gefangene der Freiheit, un film écrit et dirigé par Lara Quaglia (2004/2011)
- Anna Walentynowicz a participé au film L'Homme de fer d'Andrzej Wajda en 1981.